# Said Oujibou
Said Oujibou est un pasteur évangélique, un consultant et médiateur socio-religieux  ainsi qu’un militant de l’intégration dans un cadre multiculturel. Il s’est fait connaître par ses spectacles stand-up où il témoigne à la fois des difficultés d’un enfant d’immigré mais aussi de sa foi chrétienne.

## Biographie
Said Oujibou est né le 9 juillet 1968 à Kénitra, dans le nord du Maroc . Il arrive en France à trois ans et demi dans le cadre d’un regroupement familial. Sa famille est alors installée à Charmes (Vosges).
En 1976, sa sœur aînée, Fatima, se convertit au christianisme évangélique qu’elle a découvert auprès de voisins de la famille. Malgré les persécutions parfois violentes qu’elle subit alors dans sa famille, Saïd est interpellé par la joie et la sérénité de sa sœur. En 1989, Saïd se convertit à son tour et entame l’année suivante une formation dans une école biblique.
À partir de 1994, il est évangéliste itinérant, à plein temps.
En 2006, il se fait connaître lors du lancement de son one-man-show intitulé «Liberté, Égalité, Couscous». Il crée en 2008 l’Union des Nord-Africains Chrétiens de France et organise en 2009 la 1re conférence européenne des chrétiens originaires d’Afrique du Nord et du Moyen-Orient (une deuxième a lieu en 2012 et une troisième en 2016.)
Il publie en 2010 le livre «Fier d’être Arabe et chrétien»  et produit en 2012 son 2e spectacle "Le fils prodigue en v.o.".
Il déclare vouloir poursuivre un combat politique : « Nous avons bien conscience d’être face à un très grand chantier et que notre action n’est qu’une goutte d’eau dans l’océan ; pourtant il ne faut jamais perdre de vue que nos calculs humains sont erronés et que la prière des chrétiens peut changer le cours des choses. Il faut donc agir sur les deux plans : le spirituel par la prière et le temporel par l’engagement ! Ce sont les deux bras du même corps. »

## Spectacles
- « Liberté, Égalité, Couscous » (2006)
- « Le Fils prodigue en V.O » (2012)

## Publications
- « Fier d’être Arabe et chrétien » , Éditions Première Partie (2010),  (ISBN 978-2916539430), 128 pages.

## Idées
- Défenseur du multiculturalisme, il retrace volontiers le mélange et le brassage dont il est issu.
- Il se veut en dialogue respectueux avec les musulmans. "On accepte que des Français de culture chrétienne se convertissent à l'islam; il faut que l'islam accepte l'inverse et entreprenne sa réforme sur ce sujet", déclare-t-il au Monde, disant "attendre toujours" des déclarations claires des institutions musulmanes sur ce sujet, même si "en vingt ans, malgré le durcissement de l'islam, on constate des progrès de certains imams et théologiens en ce sens"[4],[5].
- Il est en même temps missionnaire, animant une émission hebdomadaire sur le site Macasbah.net, dans laquelle il donne la parole à des "témoins qui ont rencontré Jésus" et à des artistes chrétiens, mais sans vouloir s’isoler dans un « ghetto chrétien » : « On peut dénoncer des choses mais avec tact, amour et intelligence. Je débats même avec des salafistes[4]. »